# Gerard van Lotharingen
Gerard van Lotharingen (ca. 1030 - Remiremont, 14 april 1070) was hertog van Opper-Lotharingen.

## Geschiedenis
Gerard volgde in 1047 zijn broer Adalbert op als graaf van de Elzas, Metz en Châtenois, toen die hertog werd van Opper-Lotharingen. Adalbert werd tot hertog benoemd in plaats van de opstandige Godfried II van Lotharingen maar werd in 1048 al door Godfried gedood. Gerard volgde toen zijn broer op als hertog maar werd al snel door Godfried gevangengenomen. In 1049 bemiddelde paus Leo IX een vrede in Lotharingen en werd Gerard vrijgelaten. Met steun van keizer Hendrik III wist Gerard zijn positie te versterken ten koste van Godfried en zijn bondgenoten.
In 1053 kwam Gerard op zijn beurt paus Leo IX te hulp tegen de Italiaanse Normandiërs. Gerard leidde een klein Duits contigent in het pauselijke leger dat zich in dat jaar wilde verenigen met een Byzantijns leger om de Normandiërs aan te vallen. Die wachtten echter niet af maar onderschepten het pauselijke leger op 18 juni 1053 bij Civitate (bij Foggia). Er werden besprekingen gevoerd maar de Normandiërs vielen ondertussen aan en hun rechtervleugel verjoeg een overmacht aan Italiaanse troepen van de paus. Ondertussen wisten de Duitsers, die ongeveer 2:1 in de minderheid waren tegen de resterende Normandiërs, hun tegenstanders in het nauw te brengen maar ze verloren de slag toen de rechtervleugel van de Normandiërs op het slagveld terugkeerde. Paus Leo IX werd gevangengenomen.
Gerard was voogd van de abdijen van Sint Pieter te Metz, Sint Maarten bij Metz, Sint Evre te Toul, Remiremont, Moyenmoutier en Saint-Mihiel. Deze voogdijschappen leidden tot conflicten met de bisschoppen van Metz, Verdun en Toul. Gerard bouwde kastelen in Prenay en Nancy (het begin van het middeleeuwse Nancy) om zo de verbinding tussen zijn noordelijke en zuidelijke bezittingen zeker te stellen. Tegen het einde van zijn leven kwam Gerard in conflict met lokale edelen. Hij overleed op een veldtocht tegen opstandelingen, volgens geruchten was hij vergiftigd. Hij werd begraven in de abdij van Remiremont. Met zijn bewind kwam een einde aan de turbulente geschiedenis van Opper-Lotharingen, zijn nageslacht regeerde tot 1755.

## Huwelijk en kinderen
Gerard was een zoon van Gerard III van Metz en Gisela. Hij was gehuwd met Hedwig van Namen, dochter van Albert I van Namen, en werd de vader van:
- Diederik II
- Gerard I van Vaudémont.
- Gisela
- Beatrix van Lotharingen gehuwd met Stefanus I van Bourgondië

Als weduwe stichtte Hedwig een abdij in Châtenois, waar ze ook werd begraven.

## Voorouders
| Voorouders van Gerard van Lotharingen | Voorouders van Gerard van Lotharingen                         | Voorouders van Gerard van Lotharingen                         | Voorouders van Gerard van Lotharingen                         | Voorouders van Gerard van Lotharingen                         | Voorouders van Gerard van Lotharingen    | Voorouders van Gerard van Lotharingen    | Voorouders van Gerard van Lotharingen    | Voorouders van Gerard van Lotharingen    |
| ------------------------------------- | ------------------------------------------------------------- | ------------------------------------------------------------- | ------------------------------------------------------------- | ------------------------------------------------------------- | ---------------------------------------- | ---------------------------------------- | ---------------------------------------- | ---------------------------------------- |
| Overgrootouders                       | Richard van Metz (950-986) ∞ ? (-)                            | Richard van Metz (950-986) ∞ ? (-)                            | ? (-) ∞ ? (-)                                                 | ? (-) ∞ ? (-)                                                 | ? (-) ∞ ? (-)                            | ? (-) ∞ ? (-)                            | ? (-) ∞ ? (-)                            | ? (-) ∞ ? (-)                            |
| Grootouders                           | Adalbart II van Elzas (-) ∞ Judith van Öhningen (975-1033/38) | Adalbart II van Elzas (-) ∞ Judith van Öhningen (975-1033/38) | Adalbart II van Elzas (-) ∞ Judith van Öhningen (975-1033/38) | Adalbart II van Elzas (-) ∞ Judith van Öhningen (975-1033/38) | ? (-) ∞ ? (-)                            | ? (-) ∞ ? (-)                            | ? (-) ∞ ? (-)                            | ? (-) ∞ ? (-)                            |
| Ouders                                | Gerard III van Metz (-1045) ∞ Gisela (-)                      | Gerard III van Metz (-1045) ∞ Gisela (-)                      | Gerard III van Metz (-1045) ∞ Gisela (-)                      | Gerard III van Metz (-1045) ∞ Gisela (-)                      | Gerard III van Metz (-1045) ∞ Gisela (-) | Gerard III van Metz (-1045) ∞ Gisela (-) | Gerard III van Metz (-1045) ∞ Gisela (-) | Gerard III van Metz (-1045) ∞ Gisela (-) |
| Gerard van Lotharingen (1030-1070)    |                                                               |                                                               |                                                               |                                                               |                                          |                                          |                                          |                                          |